# Château de Pillnitz
Le château de Pillnitz (Schloss Pillnitz) est un château situé à Pillnitz sur les bords de l’Elbe, à la périphérie de Dresde. 
Trois bâtiments forment le corps principal du château : le palais de l’Eau (Wasserpalais) construit le long de l’Elbe, le palais de la Montagne (Bergpalais) lui faisant face, ces deux palais étant réunis du côté est par le Nouveau palais (Neuen Palais). La cour intérieure formée par les trois bâtiments contient un jardin d’agrément baroque qui s’ouvre du côté ouest sur le parc du château. Le château abrite le musée des Arts décoratifs (Kunstgewerbemuseum) des Collections nationales de Dresde.

## Histoire

### Prémices
Les premières traces de l’existence du château remontent aux alentours de l’an 1400. Dès le XVIe siècle, le château de style Renaissance avait attiré l’attention personnelle des princes-électeurs de Saxe. Après plusieurs tentatives d’acquisition infructueuses, c’est le prince-électeur Jean-Georges IV qui réussit à acheter le domaine et à en faire ainsi une propriété de la Couronne qu’il donne à sa maîtresse Madeleine-Sibylle de Neitschütz (de). À sa mort, le château passa entre les mains de son frère Frédéric-Auguste le Fort, électeur de Saxe et peu après roi de Pologne sous le nom d’Auguste II.

### Auguste le Fort (1670-1733)
Sous le règne d’Auguste le Fort, le château de Pillnitz acquit la splendeur d’un palais d’agrément exotique qui lui valut une renommée internationale. Après avoir repris le château à sa maîtresse, Constance de Cosel, lorsque celle-ci tomba en défaveur, Auguste décida d’y faire construire un palais dans le style oriental. Deux palais furent ainsi construits entre 1720 et 1724 sous la direction de l’architecte Matthäus Daniel Pöppelmann. Le palais de Montagne (Bergpalais) donne sur une ligne brute de falaises boisées où se trouvent des vignes, plantées parallèlement à l’Elbe. Le palais de l’Eau (Wasserpalais) quant à lui borde le fleuve, avec une volée d’escaliers imposante qui y descend. Les jardins entre les deux palais étaient le théâtre de fêtes colorées et servaient d’aires de jeux pour les courtisans.

### Frédéric-AugusteIer(1763-1827)

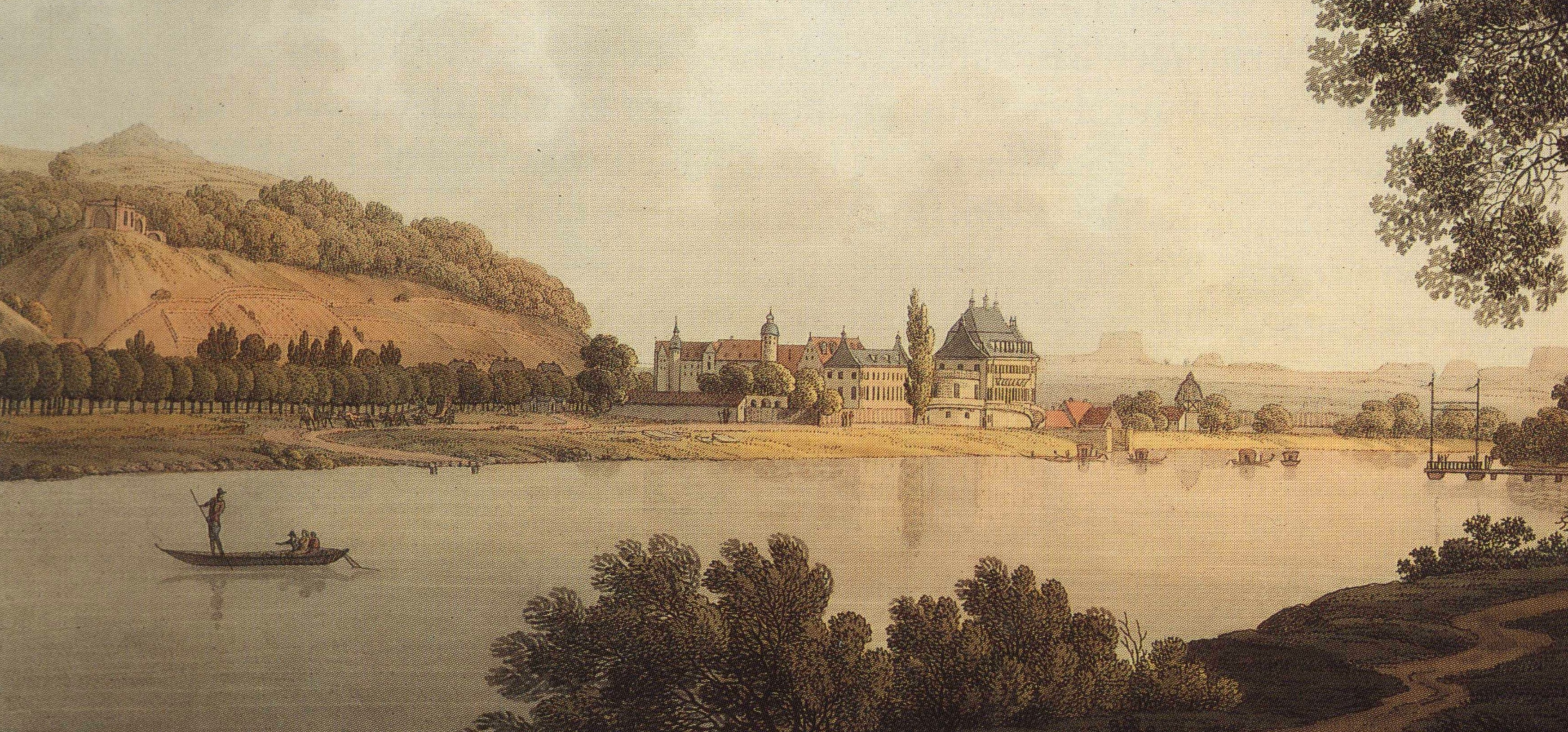
Le château vers 1800

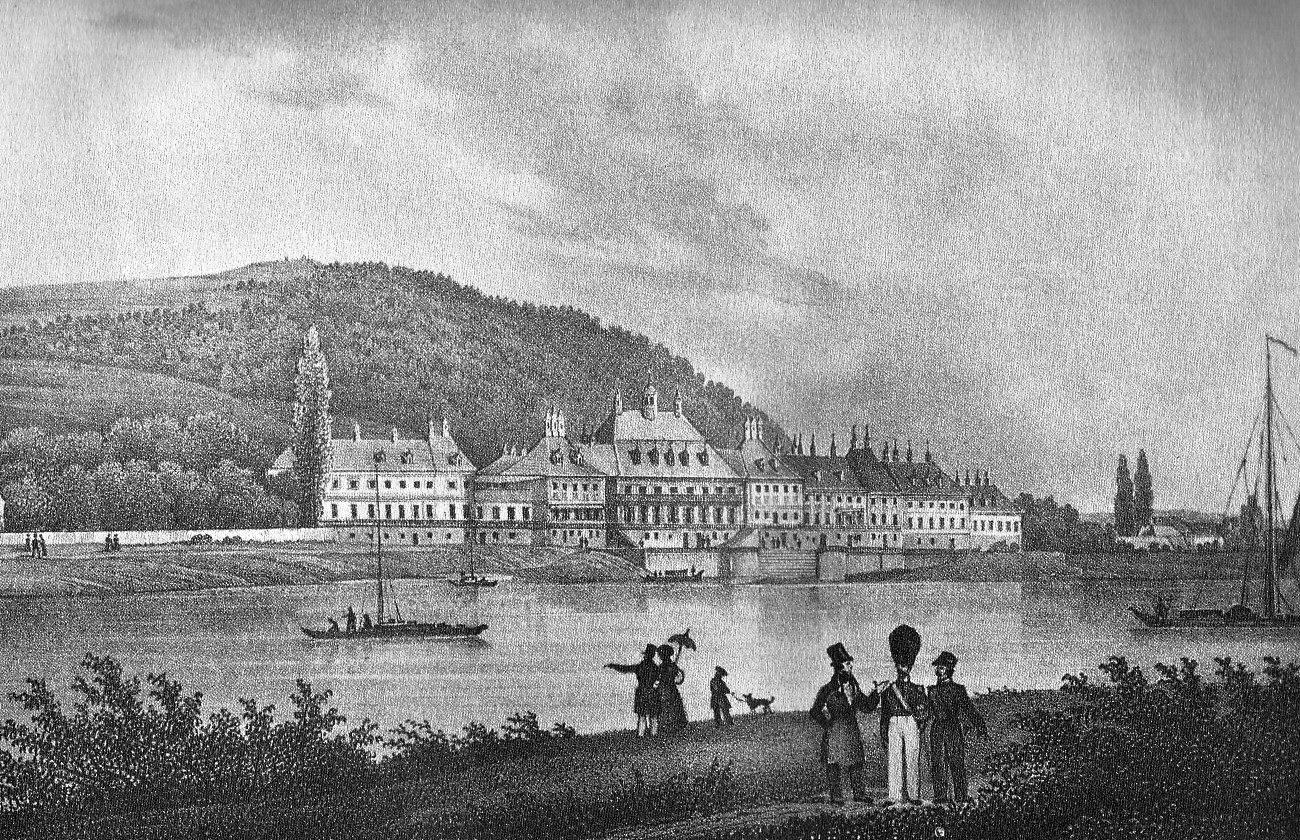
Le château vers 1850.

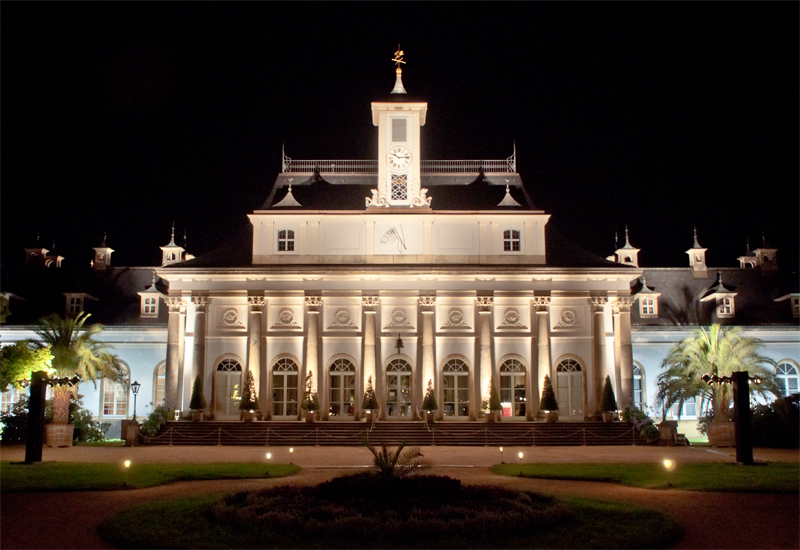
Le Nouveau palais.

Frédéric-Auguste Ier de Saxe, dit le Juste, fit de Pillnitz une résidence d’été, statut que le château garda deux siècles. Il fit ajouter des ailes et un grand hall au palais, créant ainsi un vaste complexe avec des chambres et des équipements adaptés à la saison estivale. Passionné par le jardinage et la botanique, il introduisit à Pillnitz un jardin anglais en 1778 et un pavillon anglais, présenta un jardin botanique hollandais, un jardin chinois avec son pavillon et fit construire une ruine gothique au pied des falaises de l’Elbe.
En 1791, Frédéric-Auguste Ier y accueillit l’empereur d’Autriche et le roi de Prusse pour signer la fameuse déclaration de Pillnitz. En 1812, Napoléon le visita et déclara : « Voilà pourquoi je suis né ». Mais en 1818, la partie Renaissance du château fut détruite par un incendie et le roi chargea Christian Friedrich Schuricht de remplacer la partie détruite par un nouveau bâtiment, le Nouveau palais (Neue Palais) ; les travaux durèrent de 1819 à 1826.

### LeXXesiècle
Après un siècle pendant lequel les monarques saxons continuaient de venir se reposer à Pillnitz, la monarchie fut abolie en Saxe en novembre 1918. Le palais fut alors utilisé à des fins culturelles variées. En 1945, lorsque l’Armée rouge confisqua les chefs-d’œuvre de la ville, le château fut utilisé comme lieu de rassemblement des œuvres, notamment de celles considérées comme ayant le plus de valeur et devant partir pour Moscou et pour Kiev.
En 1964, le musée des Arts décoratifs (Kunstgewerbemuseum) s’y installa avec de très importantes collections, et il y demeure toujours.

## Le parc du château

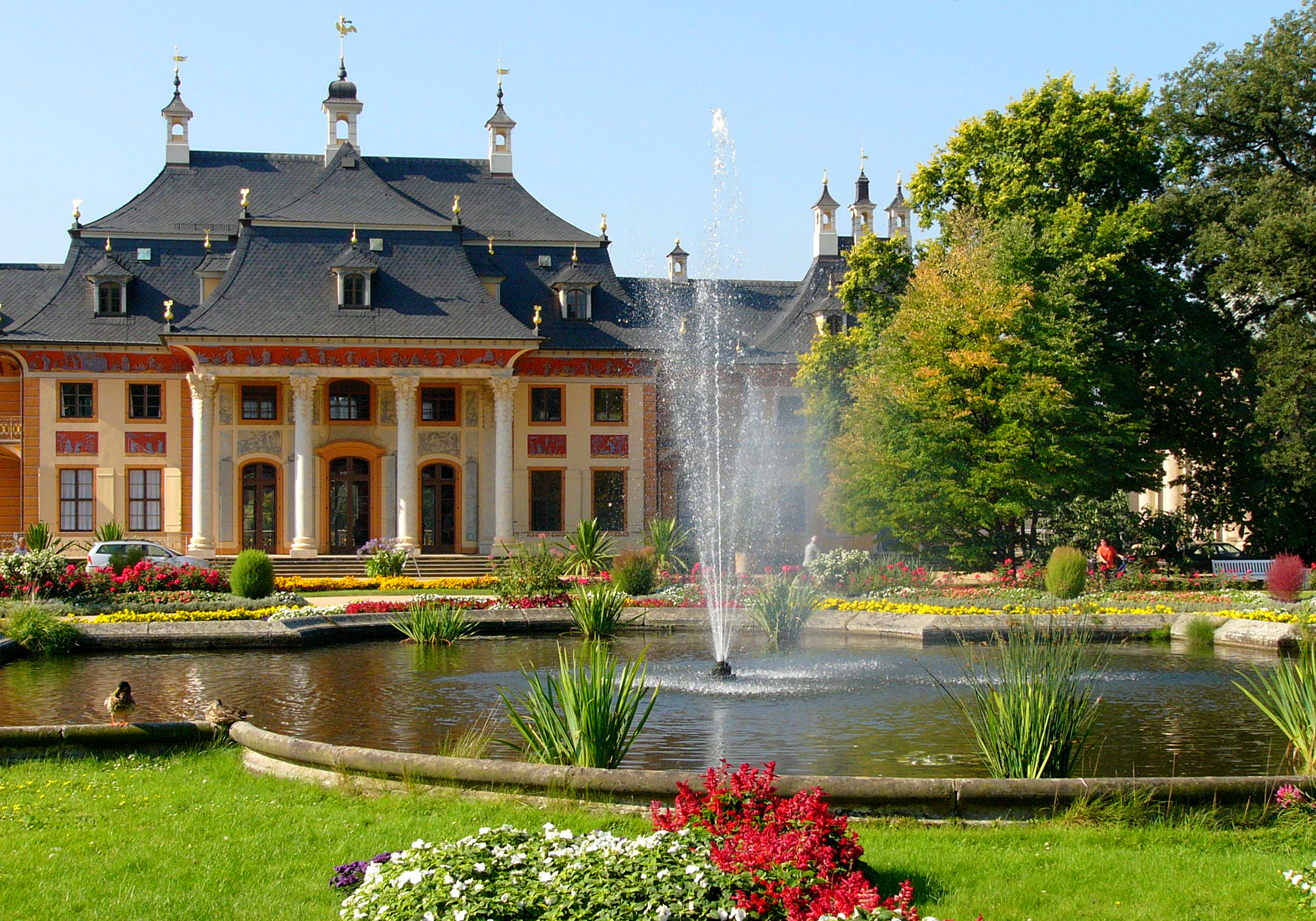
Le palais de la Montagne.

Les jardins du château de Pillnitz s’étendent sur 28 hectares et contiennent aujourd’hui une grande collection d’arbres et de plantes provenant du monde entier, qui s’est enrichie au fil des siècles. Au milieu des bâtiments (entre le palais de l’Eau, ou Wasserpalais et le palais de la Montagne, ou Bergpalais) se trouve un jardin d’agrément baroque disposé autour d’une fontaine. Plusieurs petits boisés attenants à ce jardin ont aussi été aménagés. Derrière le palais de la Montagne se trouve un autre grand jardin (Grosser Schlossgarten), imposant avec ses douze rangées d’arbres. De plus, le parc contient un jardin anglais, un jardin chinois et une plantation de conifères. 
D’autres attractions sont à découvrir dans le parc entourant le château : l’orangeraie, le pavillon anglais et le pavillon chinois. Le pavillon anglais a été construit en 1780 selon les plans de Johann Daniel Schade, qui s'est inspiré du Tempietto de Bramante à Rome. Le pavillon chinois a été construit en 1804 sous la direction de Christian Friedrich Schuricht. Son architecture reflète la perception de la Chine de l'époque et l'intérieur est décoré de tableaux représentant la campagne chinoise.
Une gondole rouge ayant appartenu à Frédéric-Auguste le Juste, électeur de Saxe, construite en 1800 et servant à ses trajets entre Dresde et Pillnitz, est exposée dans le jardin.
De 1859 à 1861, une palmeraie d’acier et de verre mesurant 660 mètres carrés fut construite avec les techniques les plus modernes de l’époque. C’était alors la plus grande serre d’Allemagne. Elle abrite aujourd’hui des plantes provenant de différentes zones climatiques. L'aile sud contient des plantes de l'Afrique du Sud, la partie centrale de l'octogone regroupe une collection de palmiers et l'aile nord  comprend des plantes de l'Australie.
Une des attractions principales du parc reste cependant un camélia (de) importé du Japon autour de 1780. Il  a été planté en 1800 à l'endroit où il se trouve encore aujourd’hui. Ce camélia de plus de 230 ans est le plus vieux d’Europe ; il mesure 8,9 mètres de haut. Entre février et avril, il fait éclore jusqu’à 35 000 fleurs rouge carmin. Une serre amovible le protège du froid l’hiver et est retirée pendant l’été.

Photos du château de Pillnitz
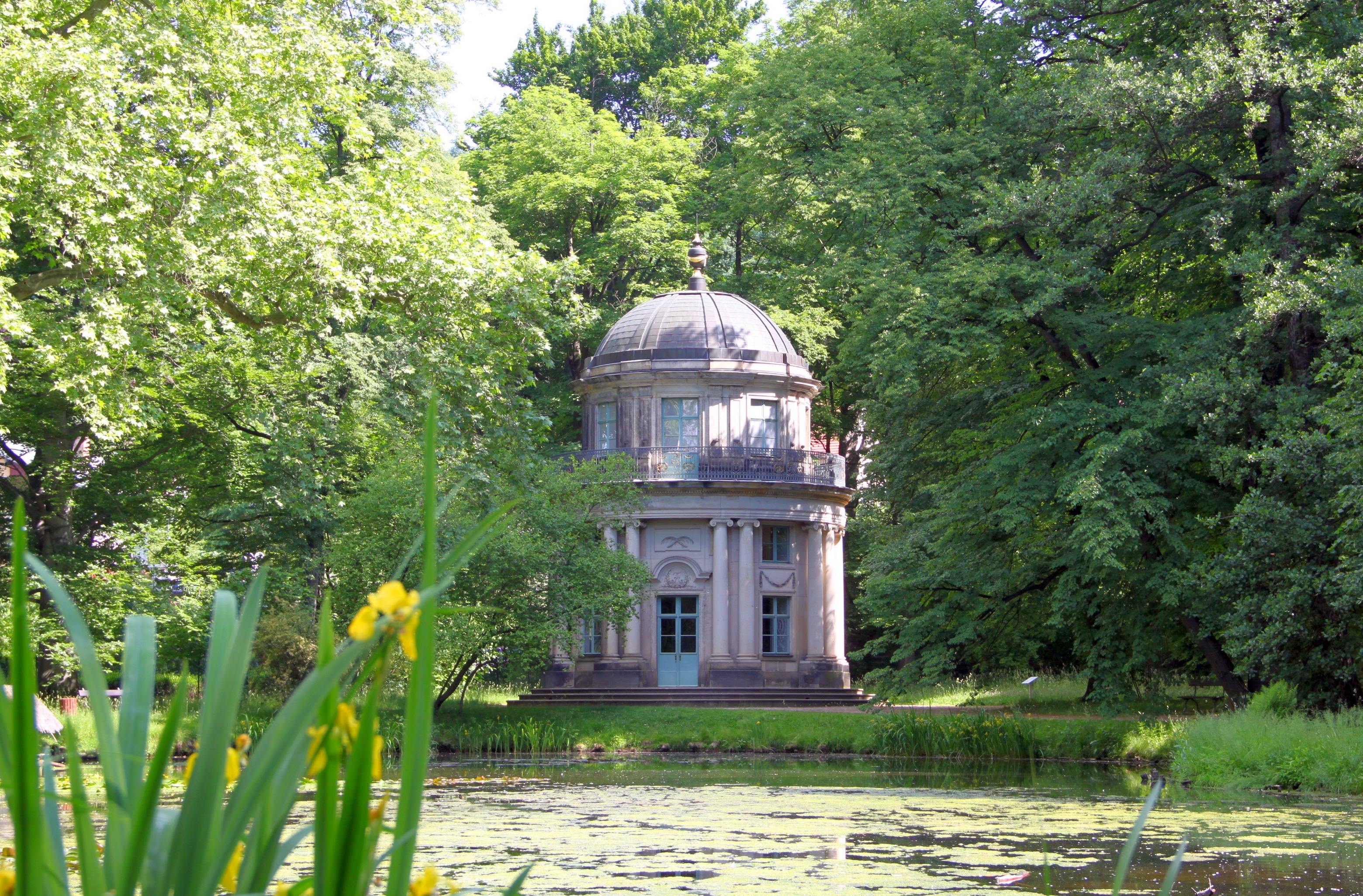
Le pavillon anglais
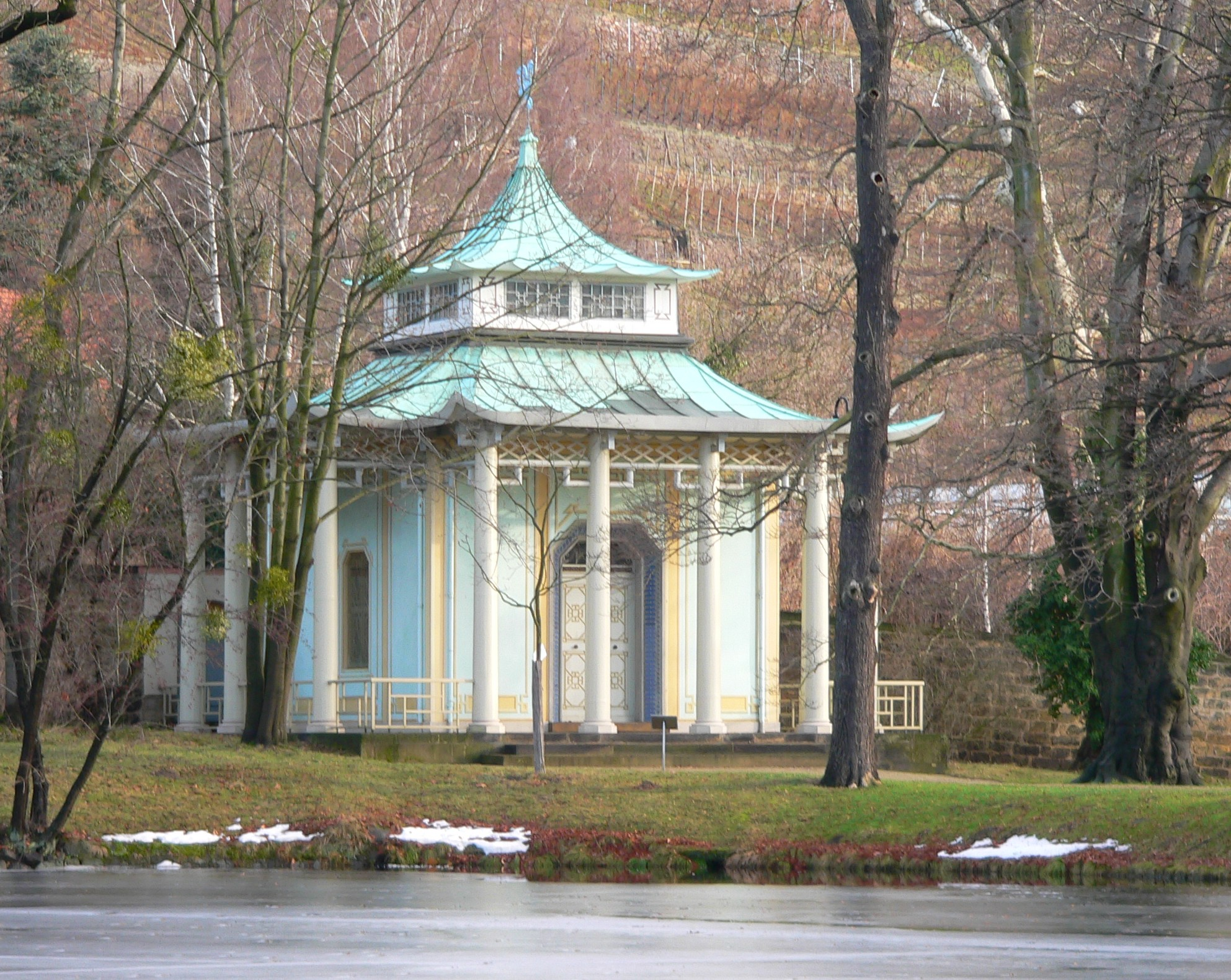
Le pavillon chinois
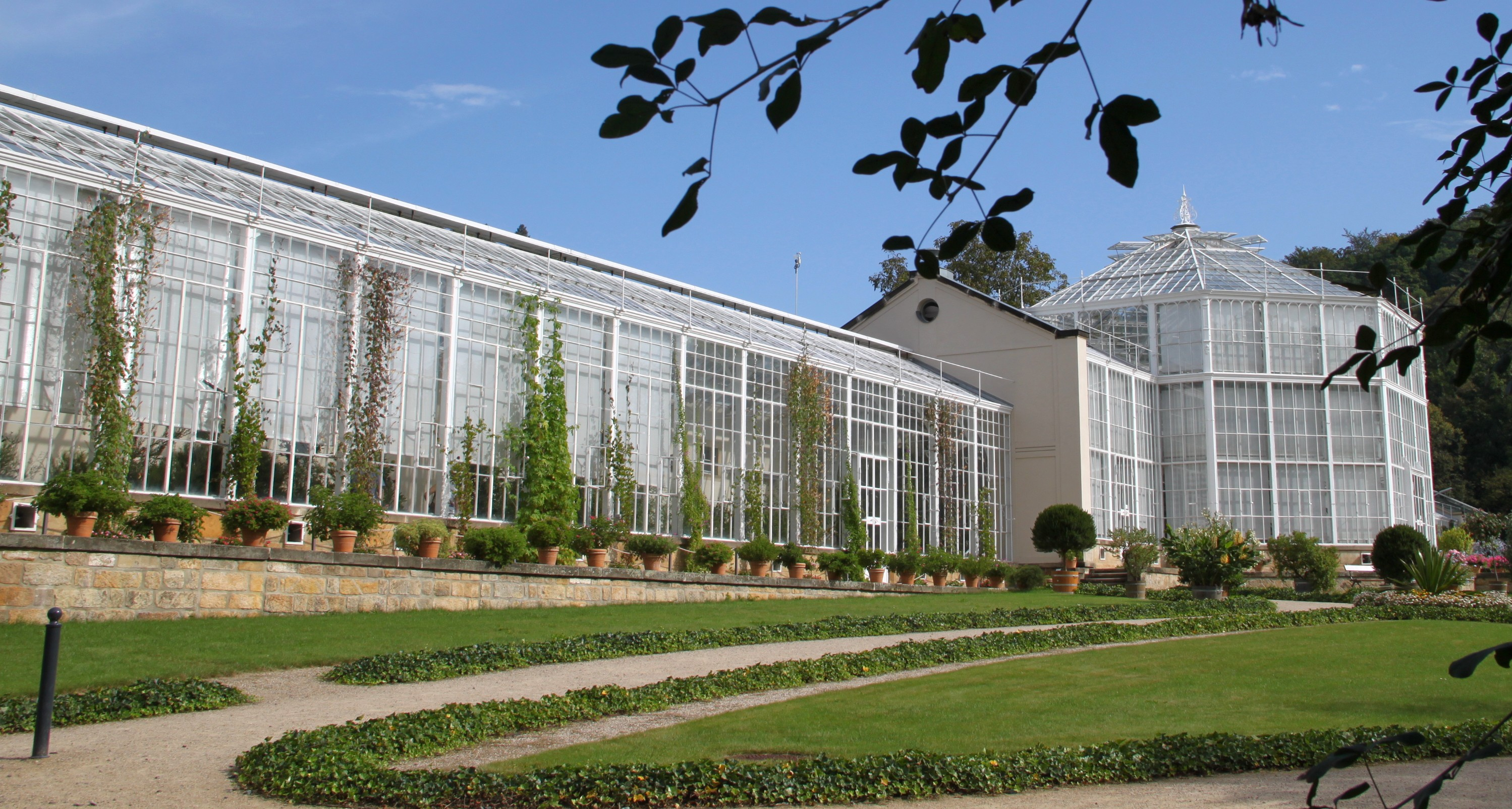
Palmeraie d’acier et de verre
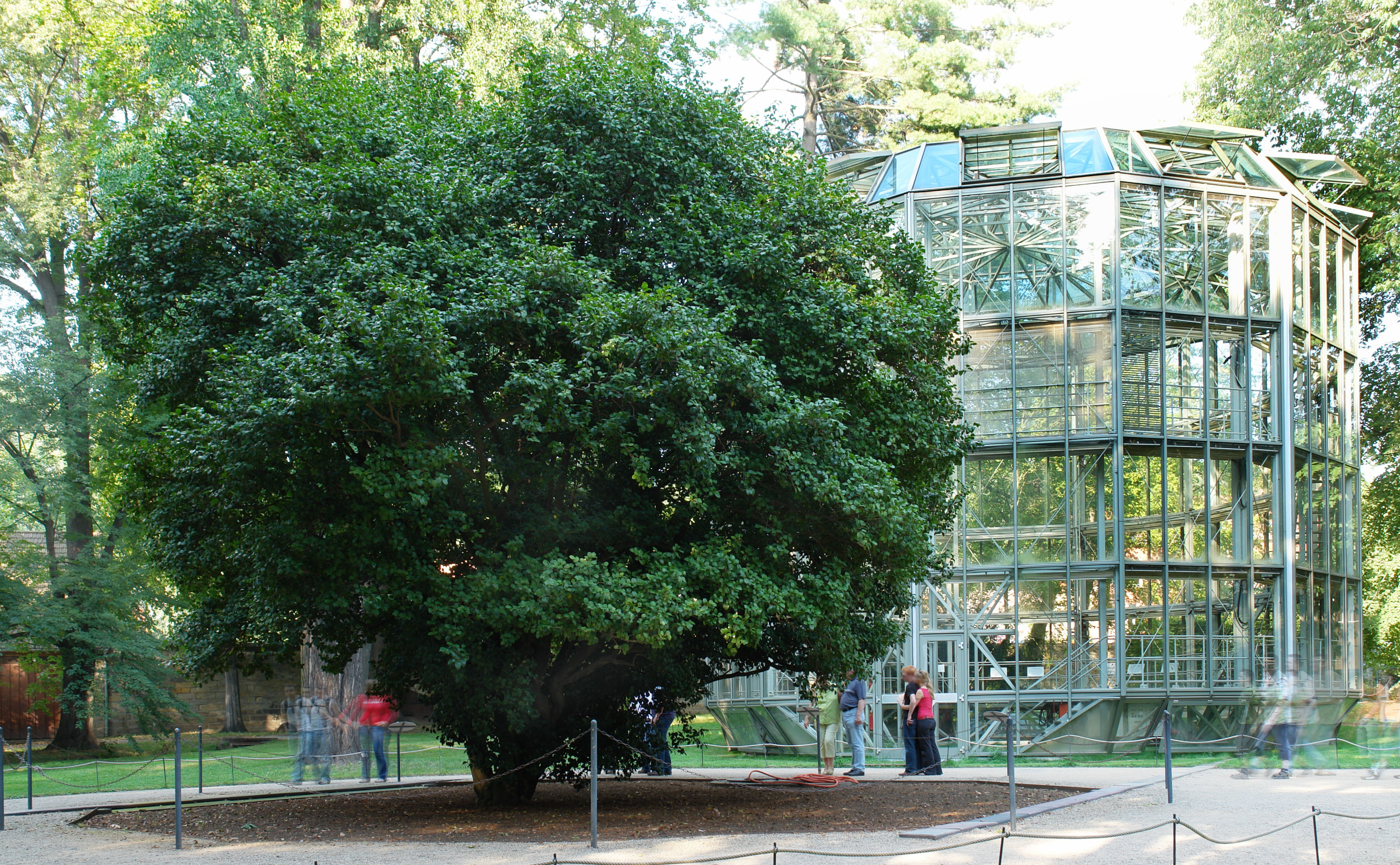
Le camélia et sa serre amovible

## Les environs

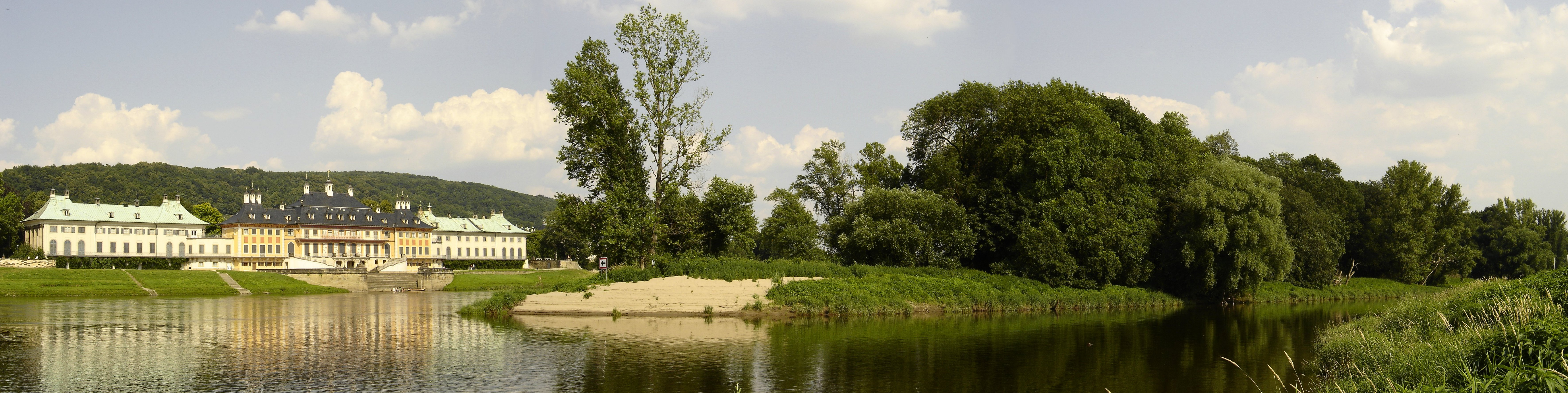
Le palais de l’Eau (Wasserpalais) sur l'Elbe et son environnement

En 1723, Auguste le Fort commande à son architecte, Matthäus Daniel Pöppelmann, de construire une église dans les vignobles (de) situés à l’est du château. La consécration de cette église eut lieu en 1725. L’autel est antérieur à l’église. Sculpté en 1648 par Johann Georg Krezschmar, il trouva dans cette église une place de prestige.
Au nord-est du château se trouve une vallée, le Friedrichsgrund (de), nommée d’après Frédéric-Auguste le Juste. Cette vallée a été paysagée vers 1780 pour devenir un lieu de randonnée pour l’électeur de Saxe. Le sentier suit le ruisseau qui parcourt la vallée et a été ornementé de plusieurs petits ponts de pierres et de monuments. Encore aujourd’hui, les visiteurs peuvent emprunter ce sentier historique d’environ 2 kilomètres, qui part de Pillnitz et se rend jusqu’au moulin Meixmühle.
En 1785, sur la falaise surplombant le Friedrichsgrund, fut construite une ruine artificielle (de) de style gothique, rappelant les châteaux médiévaux, et se voulait une extension délibérée du style baroque du château de Pillnitz. Cette ruine devait rappeler l’existence à cet endroit d’un ancien château, mais elle devait surtout servir à souligner le caractère éphémère de l’existence et s’opposait ainsi au caractère enjoué du style baroque du jardin d’agrément. L’intérieur de la ruine est construit dans le style rococo et servait de salle à manger. Des hauteurs de cette ruine, on peut observer les jardins du château et la vallée de l’Elbe.
En 1872, une colonne d’honneur fut érigée à quelques mètres de la ruine pour célébrer le cinquantième anniversaire de mariage du roi Jean Ier de Saxe et de son épouse Amélie de Bavière.

Autres photos
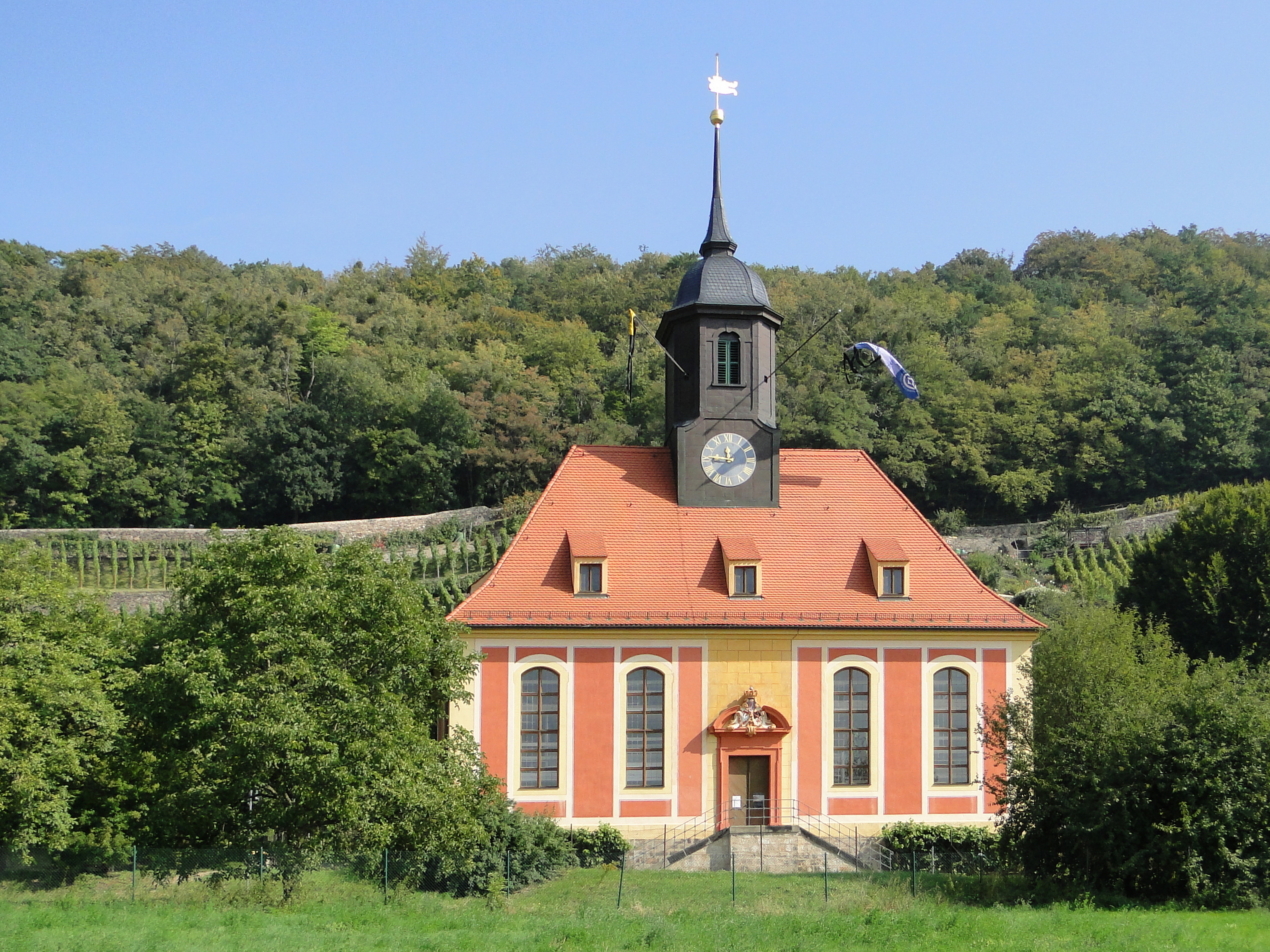
Église dans les vignobles
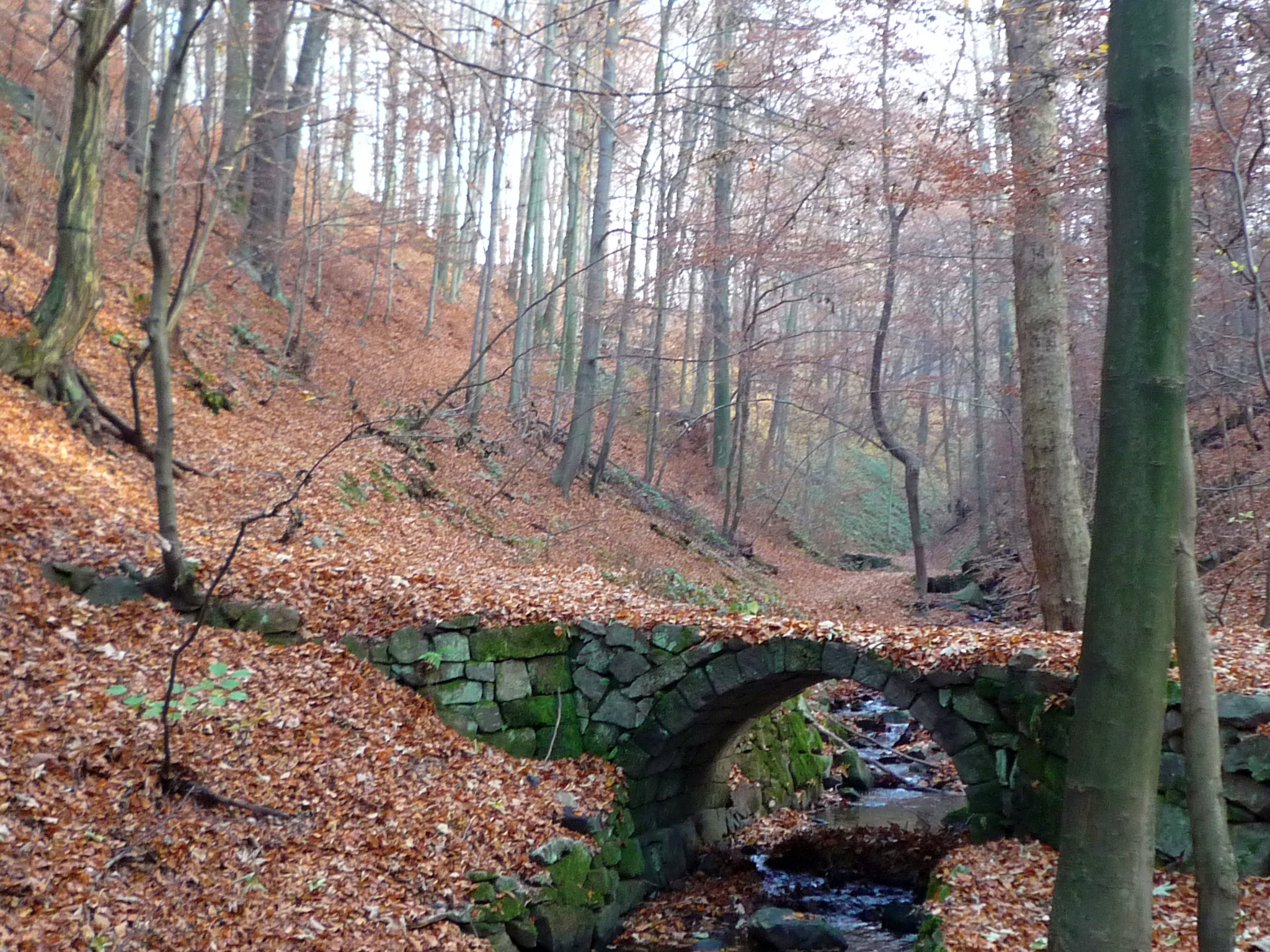
Friedrichgrund
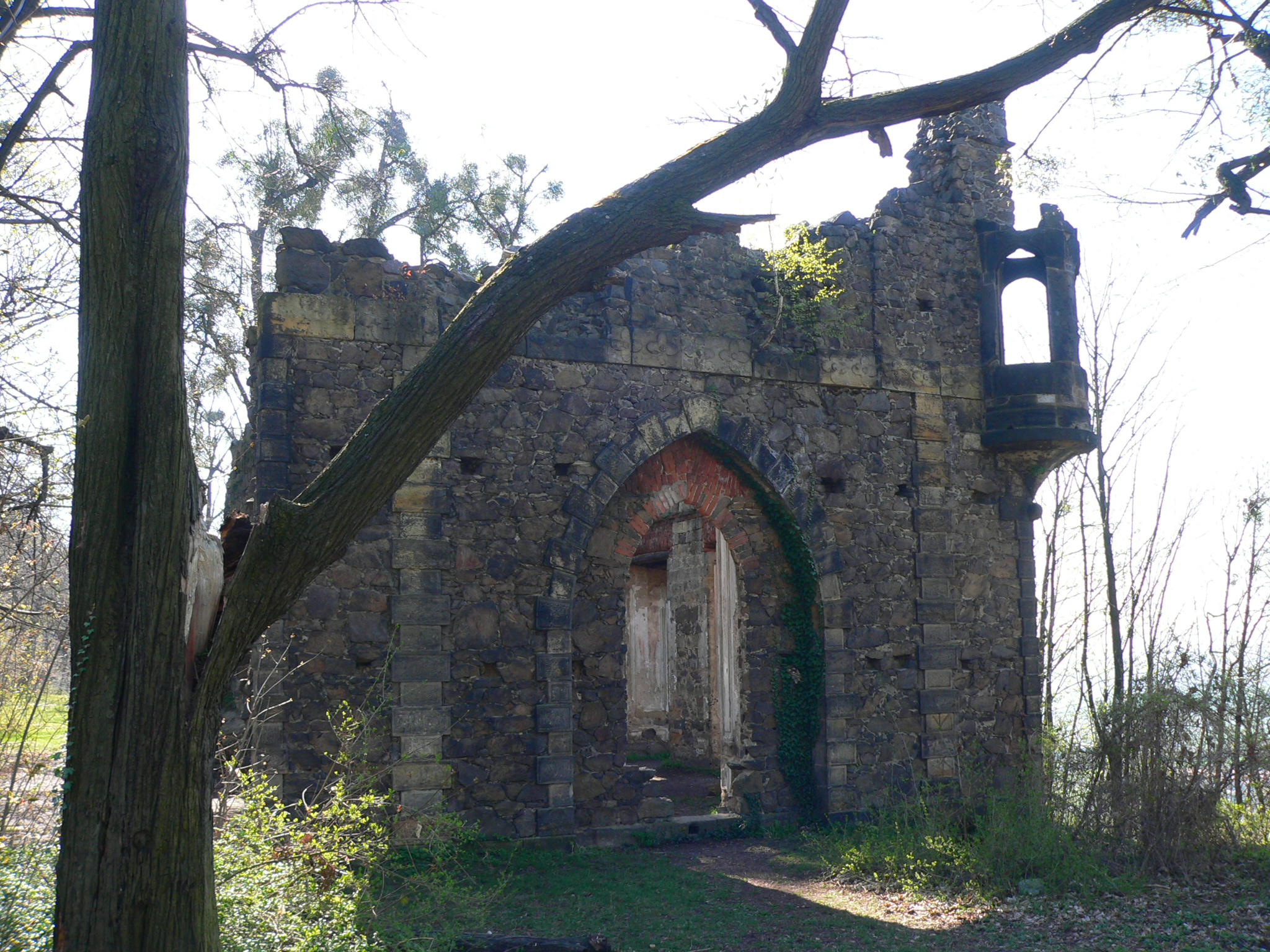
Ruine artificielle
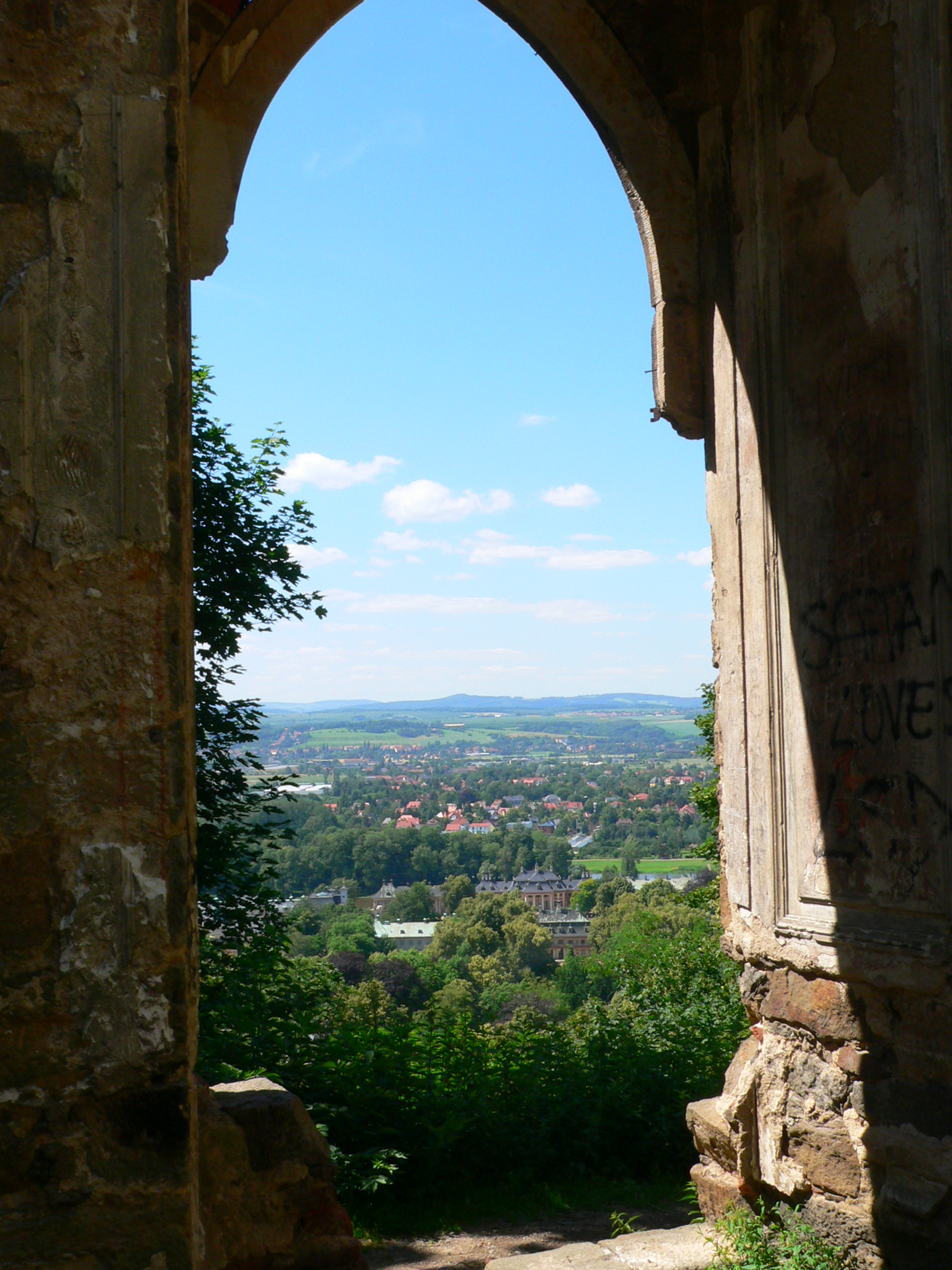
Vue du château de Pillnitz depuis la ruine artificielle